# Pema Karpo
(Kunkhyen) Pema Karpo (1527-1592) was een Tibetaans tulku. Hij was de vierde gyalwang drugpa, de belangrijkste geestelijk leiders van de drugpa kagyütraditie in het Tibetaans boeddhisme.
Pema Karpo was een belangrijk Tibetaans schrijver. Hij zou de meest geleerde gyalwang drugpa zijn geweest tot nog toe en in zijn tijd bekend hebben gestaan als de grote lama onder de grote lama's.
Hij maakte van het klooster Sangngag Chöling (gsang sngags chos gling) in het zuiden van Tibet de nieuwe hoofdvestiging van de drugpa kagyütraditie.
Na zijn dood waren er twee concurrerende kandidaten voor zijn reïncarnatie. Pagsam Wangpo, een van de kandidaten was de favoriet van de koning van Tsang en overwon. Diens rivaal, Ngawang Namgyal, werd uitgenodigd naar westelijk Bhutan te komen. Hij kreeg daar de titel shabdrung en stichtte daar een nieuwe school.